# Mangunjaya (Mangunjaya)
Mangunjaya is een bestuurslaag in het regentschap Pangandaran van de provincie West-Java, Indonesië. Mangunjaya telt 5674 inwoners (volkstelling 2010).